# 2023年コールソン航空ボーイング737墜落事故
2023年コールソン航空ボーイング737墜落事故（2023ねんコールソンこうくうボーイング737ついらくじこ）は、2023年2月6日に西オーストラリア州グレート・サザン地域のフィッツジェラルド川国立公園で、コールソン航空のボーイング737-300が消火活動中に墜落した事故。
乗員2名（いずれもパイロット）は軽傷を負い、病院に搬送された。 この事故はオーストラリアにおいてボーイング737型機初の機体損失事故となった。

## 当該航空機の詳細

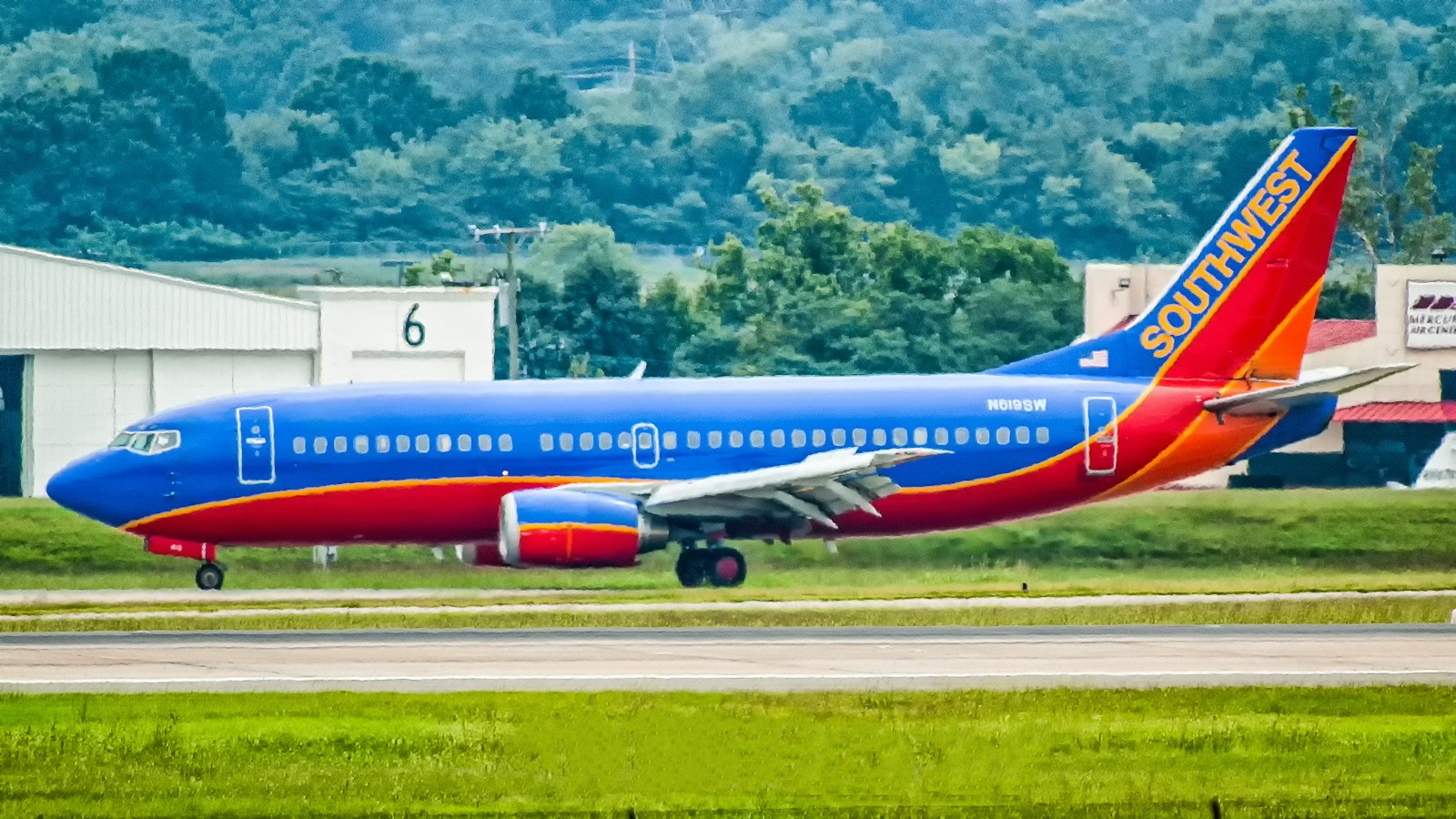
サウスウエスト航空時代の当該機。 (2006年撮影)

墜落した機体は製造番号28035、機体番号N619SWのボーイング737-300型機で、同機は2762機目として製造され、1995年11月にサウスウエスト航空に納入され、2017年8月に退役した。同月末にコールソン航空に譲渡され、保管・改造期間を経て2022年7月に消防用航空機として運航を開始していた。

## 事故
当該機は午後3時32分に墜落現場付近で起きた火災対応のため離陸し、当該地域上空を2回旋回・降下し、フィッツジェラルド川国立公園で2回目の降下中の午後4時14分に墜落した。

## 対応
事故後、オーストラリア運輸安全局は、パースとキャンベラから事故調査チームを派遣することを発表した。